# اختلاف‌منظر

حالت ساده‌ای از اختلاف منظر

در این پویانمایی دیده می‌شود که با جابجایی عرضی دیدگاه (منظر)، حرکت اجسام دوردست آهسته‌تر از حرکت اجسام نزدیک‌تر حس می‌شود. این نمونه‌ای از تأثیر اختلاف منظر است.

جابجا شدن ظاهری یک شیء نسبت به زمینه‌اش که معلول جابجا شدن ناظر باشد را اِختِلافِ مَنظَر یا دیدگَشت
می‌نامند.
این حرکت ظاهری در واقع معلول حرکت انتقالی زمین به‌دور خورشید است.
اختلاف منظر روشی ساده برای تعیین فاصله از خورشید است. اختلاف منظر برحسب ثانیه بیان می‌شود.
بیضی کوچکی که جابه‌جایی سالانهٔ هر ستارهٔ نزدیک به خورشید را نسبت به ستاره‌های دور بر اثر اختلاف‌منظر ناشی از حرکت انتقالی زمین نشان می‌دهد بیضی اختلاف منظر نامیده می‌شود.
اختلاف منظر یا دیدگشت یک روش برای محاسبهٔ فاصلهٔ ستارگان تا زمین است که برای ستارگان نزدیک این روش به کار می‌رود و به این صورت است که اخترشناس شعاع مدار زمین به دور خورشید را به عنوان قاعدهٔ مثلث فرضی در نظر می‌گیرد و در فاصلهٔ ۳ ماه از دو نقطهٔ مختلف این مدار ستارهٔ مورد نظرش را رصد می‌کند. بدیهی است که این ستاره در زمینه‌ای از ستارگان دوردست تر مقداری جابجا می‌شود. با اندازه‌گیری این مقدار جابجایی ستاره و تعیین فاصلهٔ دو نقطه از مدار زمین که محل رصد بوده‌اند ناظر می‌تواند فاصلهٔ ستاره تا زمین را محاسبه کند.

## انواع
- اختلاف منظر روزانه: جابه‌جایی ظاهری اجرام آسمانی نزدیک به زمین نسبت به ستاره‌های دوردست که به دلیل جابه‌جایی ناظر بر اثر چرخش زمین ایجاد می‌شود را اختلاف منظر روزانه یا اختلاف منظر خورشیدمرکزی می‌گویند.
- اختلاف‌منظر سالانه: اختلاف‌منظر اجرام نجومی بر اثر حرکت سالانهٔ زمین به دور خورشید
- اختلاف‌منظر خورشیدی: زاویه‌ای که شعاع استوایی زمین از فاصلهٔ یک واحد نجومی تحت آن دیده شود
- اختلاف‌منظر مثلثاتی: زاویه‌ای که رأس آن روی ستاره است و دو ضلع آن از خورشید و زمین، وقتی که فاصلهٔ این دو دقیقاً یک واحد نجومی است، می‌گذرد
- اختلاف‌منظر طیف‌نمودی: فاصلهٔ یک ستاره که از طریق تعیین قدر مطلق آن به‌کمک ردهٔ طیفی و مقایسه با قدر ظاهری ستاره به دست می‌آید.
- اختلاف‌منظر آماری: میانگین اختلاف‌منظر گروهی از ستاره‌ها که از تحلیل حرکت خاص آن‌ها به دست می‌آید.